# 秋沢健太朗
秋沢 健太朗（あきさわ けんたろう、1988年9月14日 - ）は、日本の俳優。アトリエレオパードキャスティング所属。秋田県秋田市出身。

## 経歴・人物
映画『君から目が離せない 〜Eyes on you〜』で初主演。
以前は瀧沢犬太郎名義、滝沢健太郎名義で舞台などに出演していたが、2016年2月頃に現在の活動名義である秋沢健太朗を使うようになる。
2016年12月15日、公式ファンクラブ『ゆっくりしてけれ』を発足。
趣味は散歩、ダンス、歌。特技はバスケットボール、バレーボール、ヌンチャク。
2021年5月よりどんこという名前のネザーランドドワーフを飼っており、本人のSNSに登場するほか、うさぎのどんこさんというTwitterアカウントや、うさぎのどんこさんスタジオというYouTubeチャンネルを開設している。

## 出演

### 舞台
2015年
- 漫劇!! 手塚治虫 第一巻 The Fusion of Comics & Theater（2月18日 - 22日、池袋シアターグリーン）[9]
- ACTOR'S TRASH ASSH 第19回本公演『轟然〜GO-ZEN〜』（9月17日 - 20日、シアターサンモール） - ヨロズ 役[10]

2016年
- ハイパープロジェクション演劇「ハイキュー!!」シリーズ - 澤村大地 役[11]
  - “頂の景色”（4月 - 5月、AiiA 2.5 Theater Tokyo 他）[12]
  - “烏野、復活!”（10月28日 - 12月4日、AiiA 2.5 Theater Tokyo 他）[13][14]
- ミュージカル 忍たま乱太郎シリーズ - 食満留三郎 役
  - 第七弾再演 〜水軍砦三つ巴の戦い!〜（6月18日 - 7月3日、シアターGロッソ / 7月15日 - 17日、あましんアルカイックホール / 7月23日 - 24日、静岡市民文化会館 中ホール）[15]
  - 第七弾「忍術学園 学園祭」（9月24日 - 25日、舞浜アンフィシアター）

2017年
- ハイパープロジェクション演劇「ハイキュー!!」シリーズ - 澤村大地 役[11]
  - “勝者と敗者”（3月24日 - 5月7日、TOKYO DOME CITY HALL 他）[16][17]
  - “進化の夏”（9月8日 - 10月29日、TOKYO DOME CITY HALL 他）[18][19]
- 幻想奇譚 白蛇伝（5月25日 - 30日、紀伊國屋サザンシアター） - 素道 役[20]
- イムリ（7月26日 - 31日、俳優座劇場） - ラルド 役[21]
- Produce team Office54 朗読劇「学園デスパネル」（8月12日、座・高円寺2）[22]

2018年
- ミュージカル 忍たま乱太郎シリーズ - 食満留三郎 役
  - 第九弾 〜忍術学園陥落！夢のまた夢!?〜（1月6日 - 21日、シアターGロッソ / 2月3日 - 4日 春日井市民会館）[23]
  - 第九弾 「忍術学園 学園祭 2018」（10月12日 - 14日、舞浜アンフィシアター / 10月20日 - 21日、NHK大阪ホール）
- もぴプロジェクト×ピンカルンカ「星の王子さま」（4月4日 - 8日、アトリエファンファーレ高円寺） - 星の王子さま 役[24]
- ミュージカル「Code:Realize」（5月17日 - 20日、シアター1010 / 5月26日 - 27日、森ノ宮ピロティホール） - エイブラハム・ヴァン・ヘルシング 役[25]
- 横浜ダブルブッキング 夢 × 夢 〜なんで、どうしてこうなるの！？〜（9月5日 - 12日、YOKOHAMA O-SITE） - REN 役
- SOLID STAR プロデュースvol.16「熱血硬派くにおくん 乱闘演舞編」（11月21日 - 25日、全労済ホール スペース・ゼロ） - ごうだ 役[26]

2019年
- 真・三國無双 赤壁の戦い（2月7日 - 17日、シアター1010） - 周瑜 役 [27]
- バグバスターズ -Stage Yellow-（3月13日 - 17日、俳優座劇場） - 猪瀬論 役
- ミュージカル 忍たま乱太郎シリーズ - 食満留三郎 役
  - 第十弾 〜これぞ忍者の大運動会だ！〜（5月 - 7月、シアターGロッソ 他）[28]
  - 第十弾再演 〜これぞ忍者の大運動会だ！〜（10月 - 11月、シアターGロッソ 他）[29]
- GEKIIKE本公演第10回「光芒のマスカレードｰ月光仮面異聞ｰ」（7月26日 ｰ 8月12日、新宿村LIVE） ‐ 紅蓮 役 [30]
- Reading Act「打ち上げ花火が消えた後、カケラみたいに光る星。」（9月11日 - 16日、アトリエファンファーレ高円寺）- 天野北斗 役 [31]
- MONSTER LIVE!!（10月1日 - 6日、六本木 俳優座劇場）
- BIRTHDAY（11月27日 - 12月1日、こくみん共済coopホール スペース・ゼロ）[32]
- イケメン戦国THE STAGE 番外編～はじまりの物語～（12月26日 - 30日、銀座博品館劇場） - 帰蝶 役[33]

2020年
- ミュージカル 忍たま乱太郎シリーズ - 食満留三郎 役
  - 第十弾 忍術学園学園祭（1月10日 - 13日、舞浜アンフィシアター / 1月17日 - 19日、COOL JAPAN PARK OSAKA WWホール）
- レジスタンスイレブン～バレンタインを守り抜け！～（2月8日 - 15日、コフレリオ新宿シアター）
- 悪因悪果（3月4日 - 8日、俳優座） - 主演 大清信勝 役
- VR演劇 鈍色とイノセンス~Mixalive殺人事件 45年目の真実~（3月19日 - 4月12日、Mixalive TOKYO）[34] ※中止
- あやかしむすび（4月25日 - 29日、渋谷区文化総合センター大和田 伝承ホール） - 黒天丸 役 [35] ※中止
- リバースヒストリカ（5月27日 - 31日、新宿村LIVE）※2021年1月へ延期
- 舞台「剣が君-残桜の舞-」（7月8日 - 12日、シアター1010） - 黒羽実彰 役
- 舞台「RANPO chronicle彼岸商店」（8月15日 - 16日、オンライン上演） - 「音楽劇　押絵と旅する男」「坂の上のエーリアン〜人でなしの恋〜」青年 役
- イケメン戦国THE STAGE〜明智光秀編〜（9月4日 - 9日、EX THEATER ROPPONGI） - 帰蝶 役
- GEKIIKE本公演第11回「HIT LIST」（8月27日、スペース・ゼロ / 9月11日 - 13日、北九州中劇場） - 日替わりゲスト
- レプリカ（12月15日 - 20日、シアターグリーン BOX in BOX THEATER） - 主演 マナト 役

2021年
- リバースヒストリカ（1月13日 - 17日、新宿村LIVE）
- MONSTER LIVEシーズン3 もんさんぽのみなさん僕たち怪優になれてます？（1月29日 - 31日、中目黒中小企業センターホール）
- ナイスコンプレックスN31 舞台「キスより素敵な手を繋ごう」（2月20日 - 28日、あうるすぽっと） - 聖也 役
- MONSTER LIFE present's VIPもんさぽ限定 春の新作コント祭り（3月12日 - 14日、すみだパークシアター倉）
- THE SHOW TIME（3月15日 - 21日、オンライン上演）※20日以降中止
- One on One 20周年記念公演 ー無題1[MONO]ー（4月14日 - 18日、CBGKシブゲキ!!） - 主演 倉沢レイ 役
- ILLUMINUS 咲年花劇「春よ美しく」（5月12日 - 16日、六行会ホール） - 主演 唐草璃人 役※中止
- 舞台「剣が君-残桜の舞-」再演（6月2日 - 6日、こくみん共済 coop ホール スペース・ゼロ） - 黒羽実彰 役
- マトリョーシカ（6月25日 - 30日、すみだパークシアター倉） - 岸本悠人 役
- イケメン戦国 THE STAGE 〜連合軍VS“戦乱の亡者”雑賀孫一編〜（8月19日 - 23日、ヒューリックホール東京） - 帰蝶 役※中止
- 舞台 真・三國無双 ～荊州争奪戦IF～（9月3日 - 8日、EX THEATER ROPPONGI） - 諸葛亮孔明 役
- あやかしむすび（10月13日 - 17日、渋谷区文化総合センター大和田 伝承ホール） - 黒天丸 役
- 舞台「スペースなスペース」（11月3日 - 7日、アトリエファンファーレ東池袋） - 主演

2022年
- ミュージカル『新テニスの王子様』 - 種ヶ島修二 役
  - The Second Stage（1月28日 - 2月27日、KAAT神奈川芸術劇場 ホール 他）[36]
  - Revolution Live 2022（10月6日 - 10日、幕張メッセ 幕張イベントホール）[37]
- 舞台「Home」（3月17日 - 21日、浅草花劇場） - 山郷健次 役[38]
- Oh My Diner ～踊るぶんぶん狂想曲～（7月31日、品川プリンスホテル ステラボール） - イライジャ 役[39]
- イケメン戦国THE STAGE ～連合軍VS“戦乱の亡者”雑賀孫一編～（8月18日 - 23日、ヒューリックホール東京） - 帰蝶 役[40][41]
- ミュージカル「Shuffle！～まぜこぜ図書館『若草三銃士物語』～」（11月11日 - 20日、天王洲 銀河劇場） - ロシュフォール 役[42]

2023年
- 舞台「カッコウの雛に陽は当たる」（1月18日 - 22日、シアターグリーン BOX in BOX THEATER） - 村田大地 役[43]
- 朗読劇「モルグ街の殺人～最初の探偵デュパンの物語～」（2月22日 - 26日、CBGKシブゲキ!!） - 私 役 [44]
- 舞台「信長未満—転生光秀が倒せない—」（3月23日 - 26日、KAAT神奈川芸術劇場 ホール） - 伊達政宗 役[45]
- イケメン戦国THE STAGE ～帰蝶編～（4月21日 - 24日、渋谷区文化総合センター大和田 伝承ホール） - 主演 帰蝶 役[46]
- 狂音文奏楽「文豪メランコリー」（6月29日 - 7月9日、六行会ホール） - 中原中也 役[47]
- Beautiful Twelve ～ 美しき12人 ～（8月3日 - 7日、シアター・アルファ東京）- 陪審員一号 役 [48]
- ミュージカル『新テニスの王子様』The Third Stage（10月6日 - 11月12日、TOKYO DOME CITY HALL 他） - 種ヶ島修二 役[49]

2024年
- 「SMOKE -2024-」  (1月23日 - 3月31日、浅草九劇)
- Musical『HOPE』 THE UNREAD BOOK AND LIFE（3月16日 - 17日、ところざわサクラタウン　ジャパンパビリオンホールA / 3月20日 - 24日、梅田芸術劇場シアタードラマシティ / 3月27日 - 31日、I’M A SHOW）
- 『ROCK MUSICAL BLEACH』〜Arrancar the Beginning〜（5月12日 - 26日、天王洲 銀河劇場 / 5月31日 - 6月2日、COOL JAPAN PARK OSAKA WWホール） - 市丸ギン 役[50]
- 狂音文奏楽「文豪メランコリー:Re」（6月26日 - 30日、銀座博品館劇場）[51]
- ミュージカル『新テニスの王子様』 The Fourth Stage（8月9日 - 9月23日、日本青年館ホール 他） - 種ヶ島修二 役[52]
- 笑いの実践集団 vol.2 リーディングアクト『他人地獄』〜ジャン＝ポール・サルトル『出口なし』より〜（10月4日 - 6日、シアター・アルファ東京）[53]
- お暇をどうぞ（11月14日 - 12月1日、シアターサンモール）[54][55]
- 朗読活劇 信長を殺した男 2024（12月5日 - 8日、銀座博品館劇場） - 豊臣秀吉 役 他[56]

2025年
- 『ROCK MUSICAL BLEACH』〜Arrancar the Final〜（2月8日 - 24日、天王洲 銀河劇場 / 3月1日 - 9日、COOL JAPAN PARK OSAKA WWホール） - 市丸ギン 役[57]
- ミュージカル『梨泰院クラス』（6月9日 - 30日、東京建物 Brillia HALL / 7月6日 - 11日、箕面市立文化芸能劇場大ホール / 7月18日 - 21日、アイプラザ豊橋） - チャン・グンウォン 役[58][59]
- ミュージカル『新テニスの王子様』The Fifth Stage（10月3日 - 13日〈予定〉、Kanadevia Hall / 10月18日 - 26日〈予定〉、SkyシアターMBS / 10月31日 - 11月2日〈予定〉、土岐市文化プラザ サンホール / 11月7日 - 16日〈予定〉、Kanadevia Hall） - 種ヶ島修二 役[60]

### 映画
- 25 NIJYU-GO（2014年11月1日）
- 薄桜鬼SSL 〜sweet school life〜（2016年2月6日） - 不知火匡 役[61]
- 君から目が離せない 〜Eyes on you〜（2019年1月12日） - 主演 秋山健太 役[62]
- ミスりんご（2020年2月29日） - 主演 大沢健二 役
- 癒しのこころみ〜自分を好きになる方法〜（2020年7月3日） - 西野大輔 役
- 新・デコトラの鷲（2021年2月19日）- 正ちゃん 役
- お茶をつぐ（2021年7月11日） - 主演 本堂雷太 役　（Japan Film Festival Los Angelesにて【CHANOMA AWARD 受賞】）[63]　※2020年7月19日公開予定が新型コロナウイルス蔓延により延期[64]
- 犬部!（2021年7月22日） - 救急員長 役
- MISSING（2021年11月21日 第46回湯布院映画祭にて上映[65]） - 主演 天ヶ瀬透 役
- 人生の着替えかた (2022年3月25日) - 主演 短編三部作 (MISSING・ミスりんご・お茶をつぐ) [66]
- みちのく秋田 赤い靴の女の子（2022年） - 岩田為作 役[67]
- 罪人-つみびと-（2023年2月27日） - 主演　[68]
- たからばこ 〜守るべきもの〜（2023年4月17日） - 田部健太 役 [69]
- YOKOHAMA 「死仮面」（2024年4月19日） - 主演 米村 役[70] [71]

### ドラマ
- 薄桜鬼SSL 〜sweet school life〜（2015年） - 不知火匡 役[61]
- ドラマスペシャル 陰陽師（2020年3月29日） - 平維時 役